# Mantella expectata
A Mantella expectata   a kétéltűek (Amphibia) osztályába és  a békák (Anura) rendjébe aranybékafélék (Mantellidae) családjába tartozó faj.

## Előfordulása
Madagaszkár endemikus faja. A sziget délnyugati részén 900–1000 m-es tengerszint feletti magasságban honos.

## Megjelenése

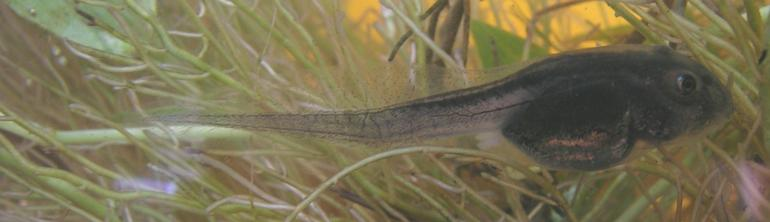
Egy Mantella expectata ebihal

Kis méretű békafaj. Hossza 20–26 mm . Feje és háta piszkos sárgától citromsárgáig terjedhet, háta és oldalának fekete színezete között éles határvonallal. Végtagjai a szürkétől az élénk fémes kékig színezettek. Íriszének felső fele enyhén pigmentált. Hasi oldala fekete szabálytalan alakú kék mintázattal, ami kékesfekete márványos hatást ad. Torka jórészt kék.    

## Természetvédelmi helyzete
A vörös lista a veszélyeztetett fajok között tartja nyilván. Megtalálható az Isalói Nemzeti Parkban. Kereskedelmét szigorúan szabályozni szükséges, és a populáció létszáma figyelmet igényel. Fő veszélyt élőhelyének elvesztése jelenti a legeltetés, az erdőtüzek, és egyes helyeken a zafírbányászat következtében. A kisállat-kereskedelem keresett faja, az esős évszakban akár több ezer példányt is begyűjthetnek.